# Playahitty
Playahitty è stato un gruppo musicale eurodance. Il progetto è nato per mano del produttore italiano Emanuele Asti, che ha anche scritto musica e testi, in collaborazione con Stefano Carrara. Il loro brano più famoso, pubblicato nel 1994, è The Summer Is Magic.

## Storia
Nell'autunno 1994 il singolo The Summer Is Magic venne venduto in tutto il mondo, diventando uno dei maggiori successi internazionali del filone eurodance di quel periodo.
In un'intervista Emanuele Asti ha spiegato come il giorno prima di andare in stampa egli non avesse ancora il nome da mettere al gruppo. Pensava ad un nome allegro che ricordasse le canzonette da spiaggia e così all'ultimo gli venne il nome: "Playa Hit", cioè "hit da spiaggia" in inglese. Pensò poi di aggiungere una "y" diminutiva in fondo alla parola "hit" in modo che divenisse una "piccola hit", cioè "canzoncina".
Le registrazioni in studio furono eseguite da Emanuele Asti avvalendosi della voce di Jenny B (ovvero Giovanna Bersola), che prestò la voce anche alla canzone The Rhythm of the Night dei Corona. Proprio per questo motivo in molti continuano a credere che The Summer is Magic sia un successo dei Corona. Come spesso accadeva in questi gruppi, la cantante prestava solo la voce ed era celata dietro una frontwoman, spesso una semplice modella, in questo caso era la modella Guyana Marion Zhapa.
A The Summer is Magic, seguirono altri singoli, come 1-2-3! (Train With Me) e I Love the Sun che non ottennero comunque la notorietà del primo singolo.
Nell'estate 2008 un nuovo remix di The Summer Is Magic dei Playahitty entra nella classifica ufficiale top 30 di vendita cd singoli in Olanda, rientra dopo 14 anni nella top 30 dance charts ufficiale anche in Francia e viene utilizzato in Sudamerica per uno spot della Nestlé.

## Discografia

### Singoli
- 1994 - The Summer Is Magic
- 1995 - 1-2-3 ! (Train With Me)
- 1996 - I Love The Sun
- 1997 - Another Holiday
- 1998 - The Man I Never Had
- 2002 - Playahitty vs Sasha De Vrie
- 2008 - The Summer Is Magic 2008

## Classifiche
| 1994                                         | The Summer Is Magic      | 14 | 36 | 39 | 2  | 36 | 37 | 12 |  |
| 1995                                         | 1-2-3! (Train with Me)   | 21 | —  | —  | 4  | —  | —  | 46 |  |
| 1996                                         | I Love the Sun           | —  | —  | —  | 16 | —  | —  | —  |  |
| 1997                                         | Another Holiday          | —  | —  | —  | —  | —  | —  | —  |  |
| 1998                                         | The Man I Never Had      | —  | —  | —  | 30 | —  | —  | —  |  |
| 2008                                         | The Summer is Magic 2008 | —  | —  | —  | —  | 31 | —  | —  |  |
| "—" pubblicazioni non entrate in classifica. |                          |    |    |    |    |    |    |    |  |